# Budynek Poczty Polskiej w Siedlcach
Budynek Poczty Polskiej w Siedlcach – klasycystyczna, dwukondygnacyjna budowla na planie prostokąta, mieszcząca się w Siedlcach przy ul. J. Piłsudskiego 4, zaprojektowana przez architekta Antonia Corazziego. Wzniesiona w latach 1827–1828, zwieńczona reprezentacyjnym frontonem.
Pierwotnie w miejscu budynku mieściła się austeria przy Trakcie Brzeskim, w której za czasów Aleksandry Ogińskiej wydawano posiłki dla biednych. W dawnej oberży młode lata spędził Aleksander Orłowski (malarz, batalista). Obecnie w budynku mieści się Poczta Polska i Bank Pocztowy.